# Mike Kreidler

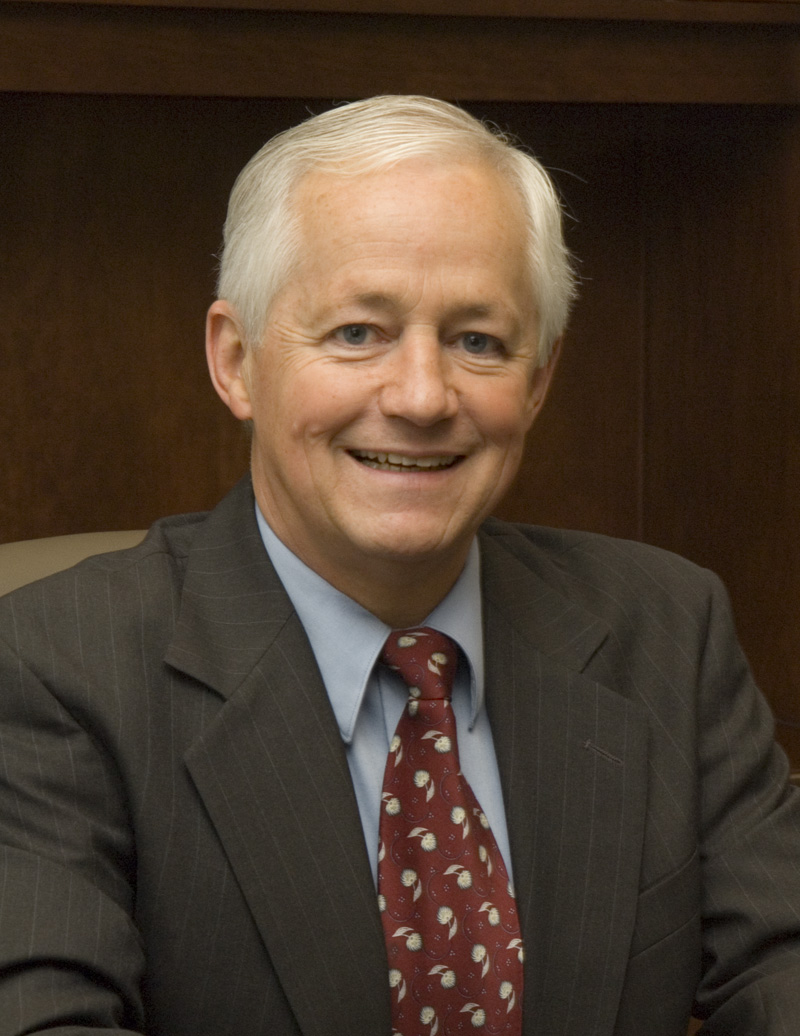
Mike Kreidler, 2005

Myron Bradford „Mike“ Kreidler (* 28. September 1943 in Tacoma, Washington) ist ein US-amerikanischer Politiker. Zwischen 1993 und 1995 vertrat er den Bundesstaat Washington im US-Repräsentantenhaus.

## Werdegang
Mike Kreidler besuchte bis 1967 die Pacific University in Oregon. Später studierte er unter anderem an der University of California in Los Angeles Augenoptik. In den Jahren 1970 bis 1971 und nochmals im Jahr 1991 gehörte er der Reserve der US Army an. Dabei war er im Vietnamkrieg und im Zweiten Golfkrieg eingesetzt. Zwischen 1972 und bis 1992 war Kreidler Augenarzt der Group Health Cooperative in Olympia (Washington). Außerdem gehörte er von 1973 bis 1977 dem Vorstand des North Thurston School District an.
Politisch schloss sich Kreidler der Demokratischen Partei an. Zwischen 1977 und 1984 war er Abgeordneter im Repräsentantenhaus von Washington, von 1985 bis 1992 gehörte er dem Staatssenat an. Bei den Kongresswahlen des Jahres 1992 wurde er im neugeschaffenen neunten Wahlbezirk seines Staates in das US-Repräsentantenhaus in Washington, D.C. gewählt. Dort trat er am 3. Januar 1993 sein neues Mandat an. Da er bereits bei den folgenden Wahlen im Jahr 1994 dem Republikaner Randy Tate unterlag, konnte er bis zum 3. Januar 1995 nur eine Legislaturperiode im Kongress absolvieren.
Nach seinem Ausscheiden aus dem US-Repräsentantenhaus wurde Kreidler im Jahr 2000 Versicherungsbeauftragter der Staatsregierung von Washington. Dieses Amt bekleidet er bis heute. Privat lebt Kreidler mit seiner Frau Lela in Lacey. Das Paar hat drei erwachsene Kinder.